# ジャン・シャップ・ドートロシュ

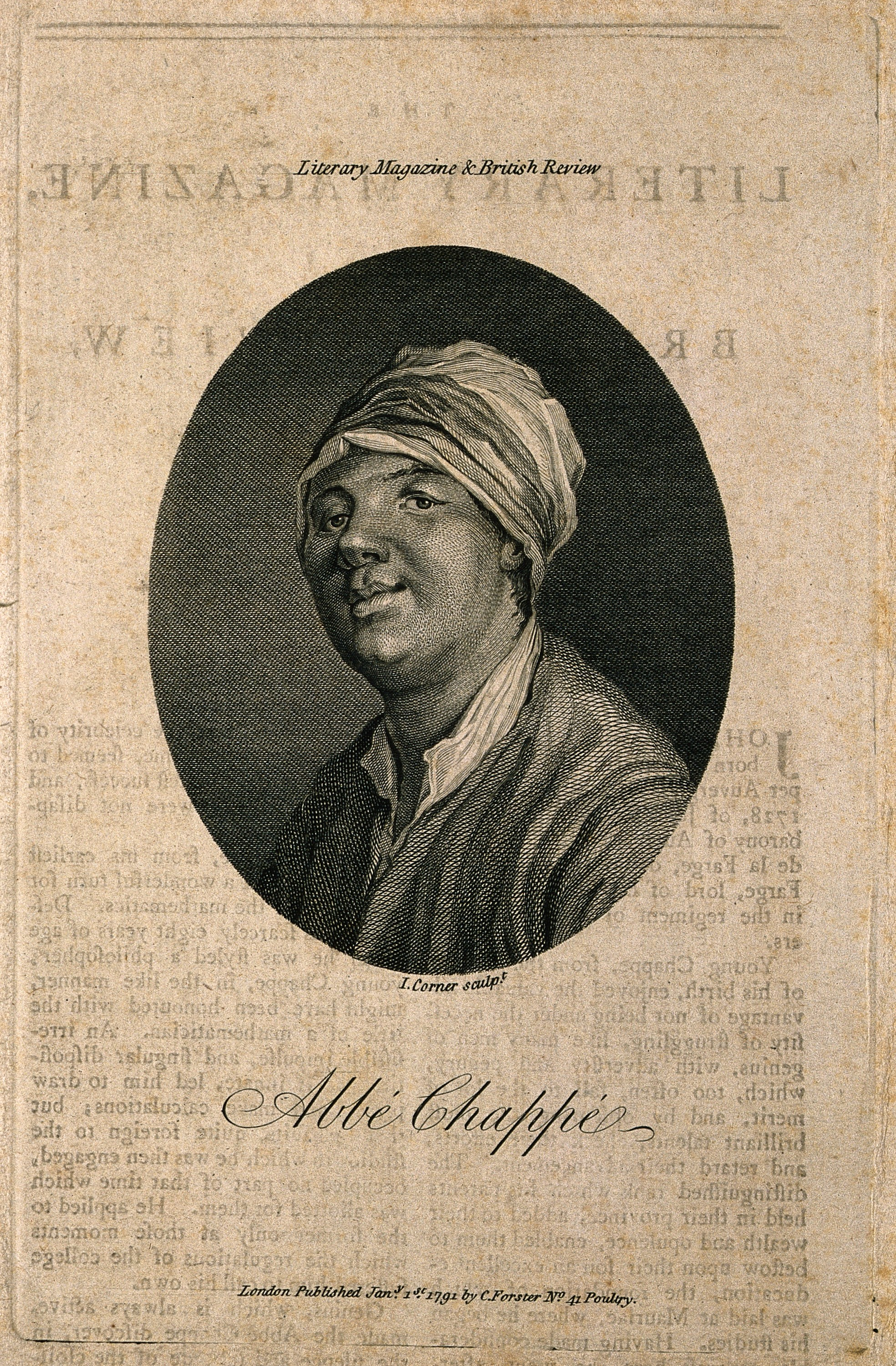
ジャン・シャップ・ドートロシュ

ジャン・シャップ・ドートロシュ（Jean Chappe d´Auteroche、1722年 - 1769年8月1日）は、フランスの天文学者。 
フランス中部オーヴェルニュ地方のカンタル県モーリアックで生まれた。カッシーニに学び、パリ天文台で働いた。1761年、科学アカデミーの委嘱を受け、西シベリアのトボリスクで金星の日面通過の観測をおこなった。トボリスクまでの行程の模様は『シベリア旅行記』(Voyage en Siberie)として1768年に出版された。
1769年、金星の日面通過観測のために観測隊を率いてメキシコのバハ・カリフォルニア州に赴いたが、観測地には伝染病が広がっており、観測隊28名のうち21名が死亡する結果となった。シャップ自身も観測終了後に没した。

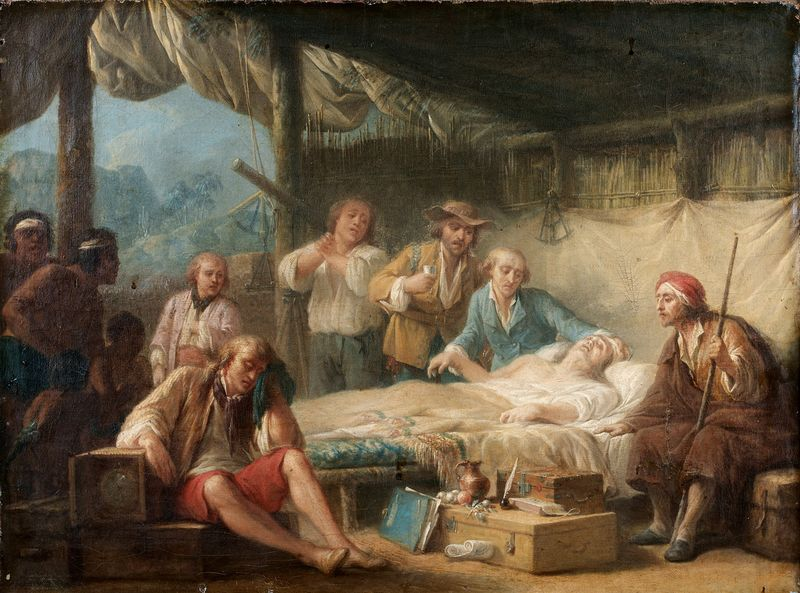
アレクサンドル・ジャン・ノエル(画)「ジャン・シャップ・ドートロシュの死」

## 訳書
- 『シベリア旅行記』 永見文雄 訳注・渡辺博解説、「17・18世紀大旅行記叢書 第9巻」岩波書店、1991年。ISBN 9784000088091